# Marc Alaimo
Pour les articles homonymes, voir Alaimo.
Marc Alaimo est un acteur américain né le 5 mai 1942 à Milwaukee, Wisconsin (États-Unis).

## Biographie
Marc Alaimo naît à Milwaukee, dans le Wisconsin. Dans les années 1960, il joue avec les Marquette University Players et le Milwaukee Repertory Theater. Il fut également membre de diverses compagnies de théâtre à New York effectuant des tournées dans tout le pays avant de s'installer à Los Angeles en 1973. 
Il fait des apparitions dans des séries télévisées depuis 1971, principalement dans les rôles de méchants, puis, dans quelques longs métrages télévisés, en commençant par la figuration dans Exécuté pour désertion (non crédité) en 1974.  
Il incarne plusieurs personnages dans Star Trek : La Nouvelle Génération, à partir de la première saison. Il fut notamment le premier Romulien, le commandant Tebok dans l'épisode La Zone neutre en 1988, et le premier Cardassien, Gul Macet, dans l'épisode Les blessés en 1991. Il a également joué un joueur de poker qui parle français dans l'épisode Time's Arrow. En 1993, Alaimo commence à jouer le personnage cardassien Gul Dukat dans Star Trek: Deep Space Nine. 
Il a également prêté sa voix au pistolero Ray McCall dans le jeu vidéo Call of Juarez de 2006 et dans sa préquelle de 2009, Call of Juarez: Bound in Blood. En 2010, il prêté sa voix à The Dean dans l'épisode The Splendid Source des Griffin.

## Filmographie

### Cinéma
- 1976 : Dr. Black, Mr. Hyde (en) de William Crain (en) : Preston, the pusher
- 1977 : Which Way Is Up? (en) de Michael Schultz : Frankie
- 1978 : Mean Dog Blues de Mel Stuart : Transfer Guard
- 1979 : Hardcore de Paul Schrader : Ratan
- 1980 : Comme au bon vieux temps (Seems Like Old Times) de Jay Sandrich : B.G. Ramone
- 1984 : The Last Starfighter de Nick Castle : Hitchhiker
- 1986 : American Warrior 2 : Le Chasseur (Avenging Force) de Sam Firstenberg : Lavall
- 1988 : La Dernière Cible (The Dead Pool) de Buddy Van Horn : Embarcadero Bodyguard #2
- 1989 : Arena (en) de Peter Manoogian : Rogor
- 1989 : Tango et Cash (Tango & Cash) de Andrei Konchalovsky et Albert Magnoli : Lopez
- 1990 : Total Recall de Paul Verhoeven : Everett
- 1994 : The Fence de Peter Pistor : Rudy Baralli
- 1994 : Y a-t-il un flic pour sauver Hollywood ? (Naked Gun 33 1/3: The Final Insult) de David Zucker : Trucker
- 2007 : Starfighters: The Praetorian Issue : Excellency

### Télévision
- 1970 : Somerset : Virgil Paris (épisodes inconnus, 1972 - 1973)
- 1975 : Cage Without a Key (en) : Workman
- 1975 : Matt Helm : Devlin
- 1975 : The Blue Knight (en) : The Dutchman
- 1978 : Sharks : Diver
- 1976 : Helter Skelter : Phil Cohen
- 1976 : A Matter of Wife... and Death (en) : Angie
- 1977 : La Course contre la mort (en) (The 3,000 Mile Chase) de Russ Mayberry : Richards
- 1979 : High Midnight : Gratzek
- 1980 : L'Incroyable Hulk (The Incredible Hulk : Nine hours)
- 1981 : L'Archer et la Sorcière (The Archer: Fugitive from the Empire) : Sandros
- 1981 : Broken Promise : Joe Clawson
- 1982 : The Ambush Murders : Garza
- 1984 : No Man's Land : Clay Allison
- 1985 : Command 5 : Lear Businessman
- 1987 : Kenny Rogers as The Gambler, Part III: The Legend Continues : Pvt. Bob Butler
- 1987 : Les Tueurs de l'autoroute (Police Story: The Freeway Killings) : Lou Morello
- 1988 : Affaire classée (Case Closed) (téléfilm) : Curtis Block
- 1988 : Star Trek : La Nouvelle Génération (The Next Generation) (saison 1) : diplomate Romulien
- 1991 : Star Trek : La Nouvelle Génération (The Next Generation) (saison 4) : Gul Macet
- 1992 : Rosemary
- 1992 : Quicksand: No Escape
- 1992 : Balades fatales (Overkill: The Aileen Wuornos Story) : sheriff Walton
- 1993 : Star Trek : La Nouvelle Génération (The Next Generation) (saison 6) : capitaine cardassien
- 1993 - 1999 : Star Trek : Deep Space Nine : Gul Dukat
- 1993 : Rio Diablo : Jud Everly (trading post owner)
- 1993 : Donato père et fille (Donato and Daughter) : dét. Petsky